# Belsunce

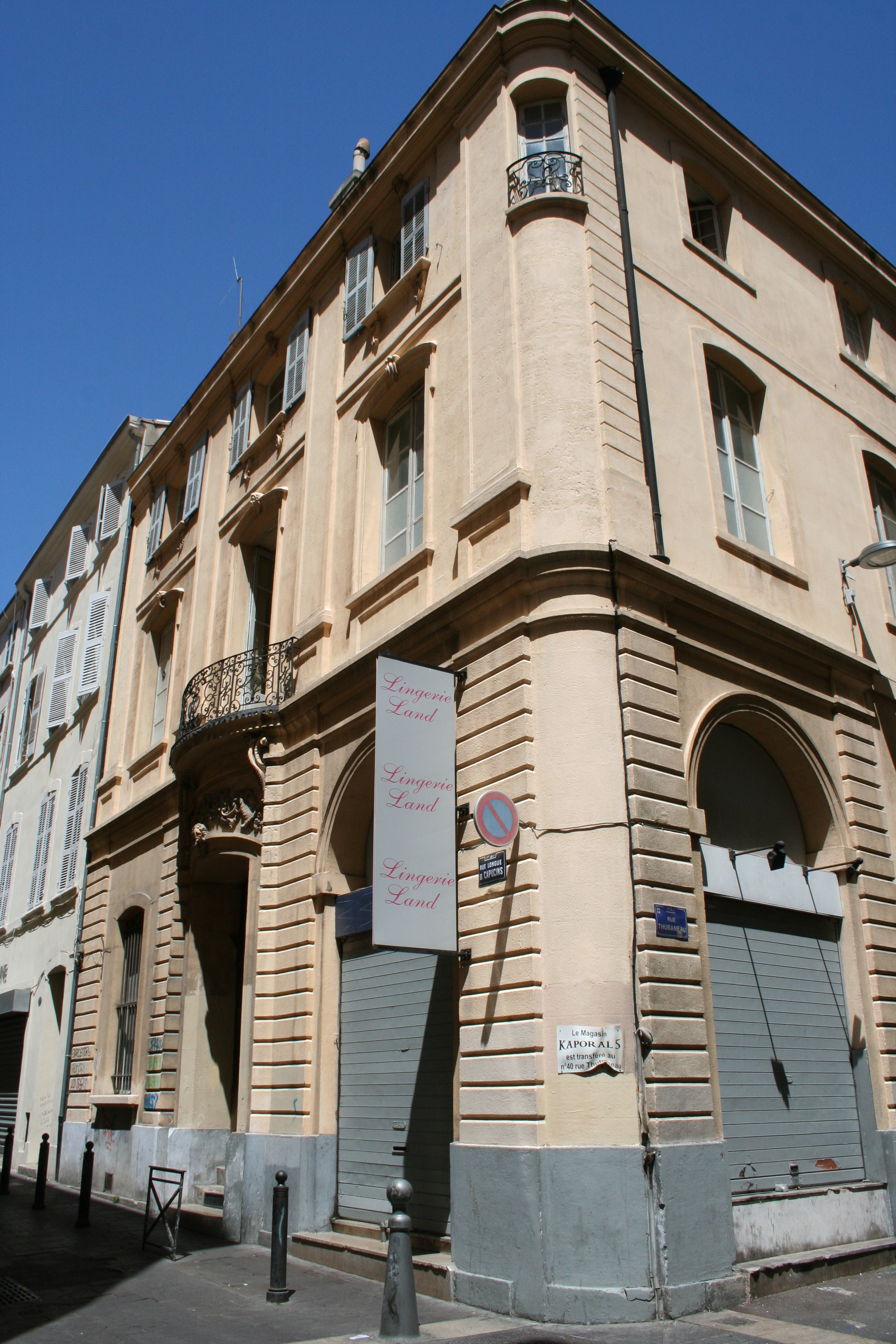
Hôtel-Hubaud på Rue Longue-des-Capucins.

Belsunce är en stadsdel (quartier, "kvarter") i 1:a arrondissementet i centrala Marseille. Stadsdelen är döpt efter François-Xavier de Belsunce de Castelmoron (1671–1755), biskop av Marseille, som spelade en viktig roll under den stora pestepidemin 1720.
Belsunce avgränsas av huvudgatan Canebière i syd, Rue de la Republique i väster, Boulevard d’Athènes och Boulevard Dugommier i öster, samt Boulevard Charles Nédelec och Place Jules Guesde i norr. Det mindre område som ibland avses med en snävare definition utgör den östra delen av kvarteret Belsunce, öster om det stora promenadstråket Cours Belsunce.
Stadsdelen är centralt belägen och omfattar den stora gallerian Centre Bourse med varuhuset Galeries Lafayette; framförallt i de sydvästra delarna finns även många lågprisklädbutiker. Här ligger även den tidigare scenen Alcazar som idag är ombyggd till bibliotek och Marseilles historiska museum, med den arkeologiska parken Jardin des Vestiges som innehåller ruiner av stadens antika hamn.